# Associazione Calcio Hellas Verona 1971-1972
Questa voce raccoglie le informazioni riguardanti l'Associazione Calcio Hellas Verona nelle competizioni ufficiali della stagione 1971-1972.

## Rosa
| N. |                   | Ruolo | Calciatore            |
| -- | ----------------- | ----- | --------------------- |
|    | Italia (bandiera) | P     | Angelo Colombo        |
|    | Italia (bandiera) | P     | Mario Giacomi         |
|    | Italia (bandiera) | P     | Pier Luigi Pizzaballa |
|    | Italia (bandiera) | D     | Alberto Batistoni     |
|    | Italia (bandiera) | D     | Luigi Mascalaito      |
|    | Italia (bandiera) | D     | Franco Nanni          |
|    | Italia (bandiera) | D     | Roberto Ranghino      |
|    | Italia (bandiera) | D     | Paolo Sirena          |
|    | Italia (bandiera) | C     | Giordano Cinquetti    |
|    | Italia (bandiera) | C     | Sergio Ferrari        |
|    | Italia (bandiera) | C     | Dino Landini          |

| N. |                   | Ruolo | Calciatore            |
| -- | ----------------- | ----- | --------------------- |
|    | Italia (bandiera) | C     | Giambattista Moschino |
|    | Italia (bandiera) | C     | Giorgio Maioli        |
|    | Italia (bandiera) | C     | Roberto Mazzanti      |
|    | Italia (bandiera) | C     | Angelo Orazi          |
|    | Italia (bandiera) | A     | Franco Bergamaschi    |
|    | Italia (bandiera) | A     | Vito D'Amato          |
|    | Italia (bandiera) | A     | Fabio Enzo            |
|    | Italia (bandiera) | A     | Giorgio Mariani       |
|    | Italia (bandiera) | A     | Emiliano Mascetti     |
|    | Italia (bandiera) | A     | Alberto Reif          |

## Calciomercato

### Sessione estiva(fino al 9 luglio 1971)
| Acquisti | Acquisti         | Acquisti   | Acquisti   |
| R.       | Nome             | da         | Modalità   |
| -------- | ---------------- | ---------- | ---------- |
| D        | Roberto Ranghino | Ternana    | definitivo |
| A        | Giorgio Mariani  | Fiorentina | definitivo |
| A        | Alberto Reif     | Inter      | definitivo |

| Cessioni | Cessioni       | Cessioni   | Cessioni      |
| R.       | Nome           | a          | Modalità      |
| -------- | -------------- | ---------- | ------------- |
| D        | Dino Gobbi     | Pisa       | definitivo    |
| D        | Amedeo Stenti  | -          | fine carriera |
| A        | Sergio Clerici | Fiorentina | definitivo    |
| A        | Lucio Mujesan  | Bari       | definitivo    |
| A        | Fausto Nosè    | Pisa       | definitivo    |

### Sessione autunnale(dal 1° al 10 novembre 1971)
| Acquisti | Acquisti       | Acquisti | Acquisti   |
| R.       | Nome           | da       | Modalità   |
| -------- | -------------- | -------- | ---------- |
| C        | Giorgio Maioli | Foggia   | definitivo |
| A        | Fabio Enzo     | Napoli   | definitivo |

| Cessioni | Cessioni              | Cessioni | Cessioni     |
| R.       | Nome                  | a        | Modalità     |
| -------- | --------------------- | -------- | ------------ |
| C        | Roberto Mazzanti      | Brescia  | definitivo   |
| C        | Giambattista Moschino | Lazio    | definitivo   |
| A        | Vito D'Amato          | Catania  | comproprietà |

## Risultati

### Serie A

#### Girone di andata
| Arbitro: | Trono (Torino) |

|                                 |           |           |
| Riva 9’ Brugnera 44’ Vitali 75’ | Marcatori | 53’ Orazi |

| Arbitro: | Torelli (Milano) |

|           |           |  |
| Orazi 50’ | Marcatori |  |

| Arbitro: | Pieroni (Roma) |

|                                              |           |          |
| S. Mazzola 44’, 75’ Bedin 59’ Boninsegna 75’ | Marcatori | 77’ Reif |

| Arbitro: | Branzoni (Pavia) |

|            |           |  |
| Sirena 36’ | Marcatori |  |

| Arbitro: | Reggiani (Bologna) |

|                          |           |           |
| Fontana 51’ Maraschi 69’ | Marcatori | 66’ Orazi |

| Verona 14 novembre 1971, ore 14:30 CET 6ª giornata | Verona        | 0 – 0 | Fiorentina | Stadio Marcantonio Bentegodi (24 439 spett.)\| Arbitro: \| Motta (Monza) \| |
| Arbitro:                                           | Motta (Monza) |       |            |                                                                             |

| Varese 28 novembre 1971, ore 14:30 CET 7ª giornata | Varese          | 0 – 0 | Verona | Stadio Franco Ossola (5 078 spett.)\| Arbitro: \| Giunti (Arezzo) \| |
| Arbitro:                                           | Giunti (Arezzo) |       |        |                                                                      |

| Arbitro: | Porcelli (Lodi) |

|             |           |  |
| Cristin 43’ | Marcatori |  |

| Arbitro: | R. Lattanzi (Roma) |

|                      |           |                  |
| Vavassori 37’ (aut.) | Marcatori | 7’, 56’ Leonardi |

| Verona 20 dicembre 1971, ore 14:30 CET 10ª giornata | Verona           | 0 – 0 | Bologna | Stadio Marcantonio Bentegodi (8 476 spett.)\| Arbitro: \| Torelli (Milano) \| |
| Arbitro:                                            | Torelli (Milano) |       |         |                                                                               |

| Arbitro: | Trinchieri (Reggio Emilia) |

|               |           |  |
| Bigon 2’, 19’ | Marcatori |  |

| Arbitro: | Calì (Roma) |

|             |           |             |
| Mariani 60’ | Marcatori | 15’ Sormani |

| Arbitro: | Lazzaroni (Milano) |

|              |           |                       |
| Bui 30’, 34’ | Marcatori | 13’ Reif 88’ Mascetti |

| Verona 16 gennaio 1972, ore 14:30 CET 14ª giornata | Verona              | 0 – 0 | Catanzaro | Stadio Marcantonio Bentegodi (12 826 spett.)\| Arbitro: \| Lo Bello (Siracusa) \| |
| Arbitro:                                           | Lo Bello (Siracusa) |       |           |                                                                                   |

| Arbitro: | Porcelli (Lodi) |

|           |           |               |
| Orazi 12’ | Marcatori | 8’ L. Liguori |

#### Girone di ritorno
| Arbitro: | Michelotti (Parma) |

|  |           |                             |
|  | Marcatori | 18’ (aut.) Colombo 36’ Riva |

| Arbitro: | Menegali (Roma) |

|                                             |           |  |
| Novellini 21’ Anastasi 34’ Capello 54’, 83’ | Marcatori |  |

| Arbitro: | Pieroni (Roma) |

|                       |           |  |
| Orazi 23’ Mariani 78’ | Marcatori |  |

| Arbitro: | Lazzaroni (Milano) |

|                |           |  |
| S. Petrini 17’ | Marcatori |  |

| Arbitro: | Torelli (Milano) |

|                      |           |                           |
| Orazi 26’ Maioli 32’ | Marcatori | 25’ Maraschi 55’ Vendrame |

| Arbitro: | Branzoni (Pavia) |

|                          |           |              |
| N. Scala 11’ Clerici 89’ | Marcatori | 77’ Mascetti |

| Arbitro: | Serafini (Roma) |

|           |           |           |
| Orazi 34’ | Marcatori | 44’ Umile |

| Arbitro: | Motta (Monza) |

|                       |           |                         |
| Mariani 45’, 46’, 73’ | Marcatori | 14’ Spadetto 89’ Casone |

| Bergamo 2 aprile 1972, ore 15:30 CET 24ª giornata | Atalanta       | 0 – 0 | Verona | Stadio Comunale\| Arbitro: \| Gonella (Asti) \| |
| Arbitro:                                          | Gonella (Asti) |       |        |                                                 |

| Arbitro: | Carminati (Milano) |

|            |           |  |
| Perani 88’ | Marcatori |  |

| Arbitro: | Pieroni (Roma) |

|             |           |           |
| Mariani 51’ | Marcatori | 37’ Bigon |

| Arbitro: | Lo Bello (Siracusa) |

|                    |           |              |
| Improta 42’ (rig.) | Marcatori | 34’ Mascetti |

| Verona 7 maggio 1972, ore 16:00 CET 28ª giornata | Verona          | 0 – 0 | Torino | Stadio Marcantonio Bentegodi\| Arbitro: \| Giunti (Arezzo) \| |
| Arbitro:                                         | Giunti (Arezzo) |       |        |                                                               |

| Catanzaro 21 maggio 1972, ore 16:00 CET 29ª giornata | Catanzaro      | 0 – 0 | Verona | Stadio Comunale\| Arbitro: \| Gonella (Asti) \| |
| Arbitro:                                             | Gonella (Asti) |       |        |                                                 |

| Arbitro: | Toselli (Cormons) |

|             |           |  |
| Franzot 67’ | Marcatori |  |

### Coppa Italia

#### Primo turno
| Arbitro: | Torelli (Milano) |

|              |           |            |
| Mazzanti 24’ | Marcatori | 18’ Spelta |

| Palermo 5 settembre 1971, ore 17:00 CEST Gruppo 3 - 2ª giornata | Palermo         | 0 – 0 | Verona | Stadio La Favorita\| Arbitro: \| Giunti (Arezzo) \| |
| Arbitro:                                                        | Giunti (Arezzo) |       |        |                                                     |

| Arbitro: | Carminati (Milano) |

|             |           |                   |
| Mascetti 2’ | Marcatori | 57’, 63’ Altafini |

| Arbitro: | Michelotti (Parma) |

|  |           |                                                           |
|  | Marcatori | 25’ Bergamaschi 38’ (aut.) Gridelli 64’ Orazi 88’ D'Amato |

## Statistiche

### Statistiche di squadra
| Competizione | Punti | In casa | In casa | In casa | In casa | In casa | In casa | In trasferta | In trasferta | In trasferta | In trasferta | In trasferta | In trasferta | Totale | Totale | Totale | Totale | Totale | Totale | D.R. |
| Competizione | Punti | G       | V       | N       | P       | Gf      | Gs      | G            | V            | N            | P            | Gf           | Gs           | G      | V      | N      | P      | Gf     | Gs     | D.R. |
| ------------ | ----- | ------- | ------- | ------- | ------- | ------- | ------- | ------------ | ------------ | ------------ | ------------ | ------------ | ------------ | ------ | ------ | ------ | ------ | ------ | ------ | ---- |
| Serie A      | 22    | 15      | 4       | 9       | 2       | 14      | 12      | 15           | 0            | 5            | 10           | 7            | 24           | 30     | 4      | 14     | 12     | 21     | 36     | -15  |
| Coppa Italia | -     | 2       | 0       | 1       | 1       | 2       | 3       | 2            | 1            | 1            | 0            | 4            | 0            | 4      | 1      | 2      | 1      | 6      | 3      | +3   |
| Totale       | 22    | 17      | 4       | 10      | 3       | 16      | 15      | 17           | 1            | 6            | 10           | 11           | 24           | 34     | 5      | 16     | 13     | 27     | 39     | -12  |

### Andamento in campionato
| Giornata  | 1  | 2  | 3  | 4  | 5  | 6  | 7  | 8  | 9  | 10 | 11 | 12 | 13 | 14 | 15 | 16 | 17 | 18 | 19 | 20 | 21 | 22 | 23 | 24 | 25 | 26 | 27 | 28 | 29 | 30 |
| --------- | -- | -- | -- | -- | -- | -- | -- | -- | -- | -- | -- | -- | -- | -- | -- | -- | -- | -- | -- | -- | -- | -- | -- | -- | -- | -- | -- | -- | -- | -- |
| Luogo     | T  | C  | T  | C  | T  | C  | T  | T  | C  | C  | T  | C  | T  | C  | C  | C  | T  | C  | T  | C  | T  | C  | C  | T  | T  | C  | T  | C  | T  | T  |
| Risultato | P  | V  | P  | V  | P  | N  | N  | P  | P  | N  | P  | N  | N  | N  | N  | P  | P  | V  | P  | N  | P  | N  | V  | N  | P  | N  | N  | N  | N  | P  |
| Posizione | 15 | 12 | 12 | 11 | 12 | 10 | 10 | 13 | 13 | 13 | 13 | 13 | 13 | 13 | 12 | 14 | 14 | 13 | 14 | 14 | 14 | 14 | 13 | 13 | 13 | 13 | 14 | 13 | 13 | 13 |

Legenda:

Luogo: C = Casa; T = Trasferta. Risultato: V = Vittoria; N = Pareggio; P = Sconfitta.

### Statistiche dei giocatori
Sono in corsivo i calciatori che hanno lasciato la società a stagione in corso.
| Giocatore      | Serie A  | Serie A | Coppa Italia | Coppa Italia | Totale   | Totale |
| Giocatore      | Presenze | Reti    | Presenze     | Reti         | Presenze | Reti   |
| -------------- | -------- | ------- | ------------ | ------------ | -------- | ------ |
| A. Batistoni   | 20       | 0       | 4            | 0            | 24       | 0      |
| F. Bergamaschi | 29       | 0       | 4            | 1            | 33       | 1      |
| G. Cinquetti   | 1        | 0       | -            | -            | 1        | 0      |
| A. Colombo     | 22       | -30     | -            | -            | 22       | -30    |
| V. D'Amato     | -        | -       | 1            | 1            | 1        | 1      |
| F. Enzo        | 10       | 0       | -            | -            | 10       | 0      |
| S. Ferrari     | 25       | 0       | 4            | 0            | 29       | 0      |
| M. Giacomi     | 0        | 0       | -            | -            | 0        | 0      |
| D. Landini     | 18       | 0       | 3            | 0            | 21       | 0      |
| G. Maioli      | 21       | 1       | -            | -            | 21       | 1      |
| G. Mariani     | 27       | 6       | 4            | 0            | 31       | 6      |
| L. Mascalaito  | 25       | 0       | 4            | 0            | 29       | 0      |
| E. Mascetti    | 23       | 3       | 4            | 1            | 27       | 4      |
| R. Mazzanti    | -        | -       | 2            | 1            | 2        | 1      |
| G. Moschino    | -        | -       | -            | -            | -        | -      |
| F. Nanni       | 28       | 0       | 4            | 0            | 32       | 0      |
| A. Orazi       | 30       | 7       | 4            | 1            | 34       | 8      |
| P. Pizzaballa  | 8        | -6      | 4            | -3           | 12       | -9     |
| R. Ranghino    | 19       | 0       | -            | -            | 19       | 0      |
| A. Reif        | 16       | 2       | 4            | 0            | 20       | 2      |
| P. Sirena      | 29       | 1       | 4            | 0            | 33       | 1      |